# Sneaky Pete
Sneaky Pete è una serie televisiva statunitense creata da David Shore e Bryan Cranston e pubblicata via streaming da Amazon Prime Video dal 7 agosto 2015 al 10 maggio 2019.
In Italia, la serie ha debuttato il 27 gennaio 2017, sempre sul servizio Amazon Prime Video, e si è conclusa il 10 maggio 2019, in contemporanea con la pubblicazione statunitense.

## Trama
La serie segue le vicende di Marius Josipovic (interpretato da Giovanni Ribisi), un truffatore che, rilasciato dal carcere in libertà vigilata, assume l'identità del suo compagno di cella per sfuggire al suo creditore, il gangster Vince Lonigan (Bryan Cranston), venendo suo malgrado coinvolto nelle attività e nelle vicende della sua nuova famiglia acquisita, capeggiata da Audrey Bernhardt (Margo Martindale), che opera nel settore delle cauzioni.

## Genesi e sviluppo
L'episodio pilota ha debuttato via streaming su Amazon Video il 7 agosto 2015 ed è subito stata ordinata un'intera stagione a settembre. Tuttavia David Shore ha abbandonato il progetto ai primi di gennaio ed è stato sostituito da Graham Yost che è diventato showrunner dei restanti nove episodi. Il 13 gennaio 2017 la serie ha debuttato nella sua completezza in esclusiva su Amazon Video. Il 19 gennaio 2017 Amazon ha annunciato che la serie è stata rinnovata per una seconda stagione i cui 10 episodi sono stati pubblicati il 9 marzo 2018. Dal 10 maggio 2019 è disponibile su Amazon Video la terza stagione.
Il 4 giugno 2019 Amazon annuncia di aver cancellato la serie.

## Episodi
| Stagione         | Episodi | Pubblicazione USA | Pubblicazione Italia |
| ---------------- | ------- | ----------------- | -------------------- |
| Prima stagione   | 10      | 2015-2017         | 2017                 |
| Seconda stagione | 10      | 2018              | 2018                 |
| Terza stagione   | 10      | 2019              | 2019                 |

## Personaggi e interpreti

### Principali
- Marius Josipovic / Pete Murphy (stagione 1-3), interpretato da Giovanni Ribisi, doppiato da Francesco Venditti.
- Julia Bowman (stagione 1-3), interpretata da Marin Ireland, doppiata da Gaia Bolognesi.
- Taylor Bowman (stagione 1-3), interpretato da Shane McRae, doppiato da Stefano Andrea Macchi.
- Carly Bowman (stagione 1-3), interpretata da Libe Barer, doppiato da Rossa Caputo.
- Otto Bernhardt (stagione 1-3), interpretato da Peter Gerety,doppiato da Angelo Nicotra.
- Audrey Bernhardt (stagione 1-3), interpretata da Margo Martindale, doppiata da Aurora Cancian.
- Eddie Josipovic (stagione 1), interpretato da Michael Drayer, doppiato da Andrea Mete.
- Vince Lonigan (stagione 1), interpretato da Bryan Cranston, doppiato da Stefano De Sando.
- Maggie Murphy (stagione 2-3), interpretata da Jane Adams, doppiata da Roberta Greganti.

### Secondari
- Abraham Persikof (stagione 1), interpretato da Domenick Lombardozzi, doppiato da Andrea Ward.
- Connie Persikof (stagione 1), interpretato da Debra Monk.
- Marjorie (stagione 1-3), interpretato da Alison Wright, doppiata da Micaela Incitti.
- Il vero Pete Murphy (stagione 1-3), interpretato da Ethan Embry, doppiato da Stefano Thermes.
- Bo Lockley (stagione 1-3), interpretato da Kevin Chapman, doppiato da Oliviero Dinelli.
- Tate (stagione 1), interpretato da Max Darwin.
- Karolina (stagione 1), interpretata da Karolina Wydra, doppiata da Valentina Mari.
- Detective Winslow (stagione 1), interpretato da Michael O'Keefe, doppiato da Francesco Sechi.
- Raj Kumar Mukherjee (stagione 1), interpretato da Pej Vahdat, doppiato da Antonio Palumbo.
- Katie Boyd (stagione 1-3), interpretata da Virginia Kull, doppiata da Monica Ward.
- James Bagwell (stagione 1-3), interpretato da Malcolm-Jamal Warner, doppiato da Roberto Draghetti.
- Brendon Boyd (stagione 1-3), interpretata da Brad William Henke.
- Lance Lord (stagione 1-3), interpretato da Jacob Pitts.
- Shannon (stagione 1-3), interpretata da Justine Cotsonas.
- Richard (stagione 1), interpretato da Victor Williams, doppiato da Massimo Bitossi.
- Dennis (stagione 1), interpretata da Mike Houston, doppiato da Gianpaolo Caprino.
- Sam (stagione 1-3), interpretata da Jay O. Sanders, doppiato da Stefano Mondini.
- Ellen (stagione 1-3), interpretato da Jeté Laurence, doppiata da Alice Porto.
- Joseph Lee (stagione 1), interpretata da C. S. Lee.
- Chayton Dockery (stagione 1-2), interpretata da Chaske Spencer, doppiato da Luca Graziani.
- Wali (stagione 1), interpretato da René Ifrah.
- Frank (stagioni 1-2), interpretato da Joseph Lyle Taylor, doppiato da Guido Sagliocca (st. 1) Alessio Cigliano (st. 2).
- Joe (stagioni 1-2), interpretato da Desmond Harrington, doppiato da Raffaele Palmieri (st. 1) Francesco Pezzulli (st. 2).
- Ayawamat (stagione 1-2), interpretato da Jeffrey De Serrano.
- Colin (stagione 2), interpretato da Michael Oberholtzer, doppiato da Fabrizio De Flaviis.
- Joyce Roby (stagione 2), interpretata da Jennifer Ferrin, doppiata da Stella Musy.
- Luka Delchev (stagione 2), interpretato da John Ales, doppiato da Stefano Benassi.

## Accoglienza
La serie ha da subito ricevuto recensioni lusinghiere. Sul sito Metacritic la prima stagione ha ottenuto un Metascore pari a 77, mentre su Rotten Tomatoes è arrivata al 100% di Tomatometer.